# 두 빚진 자의 비유

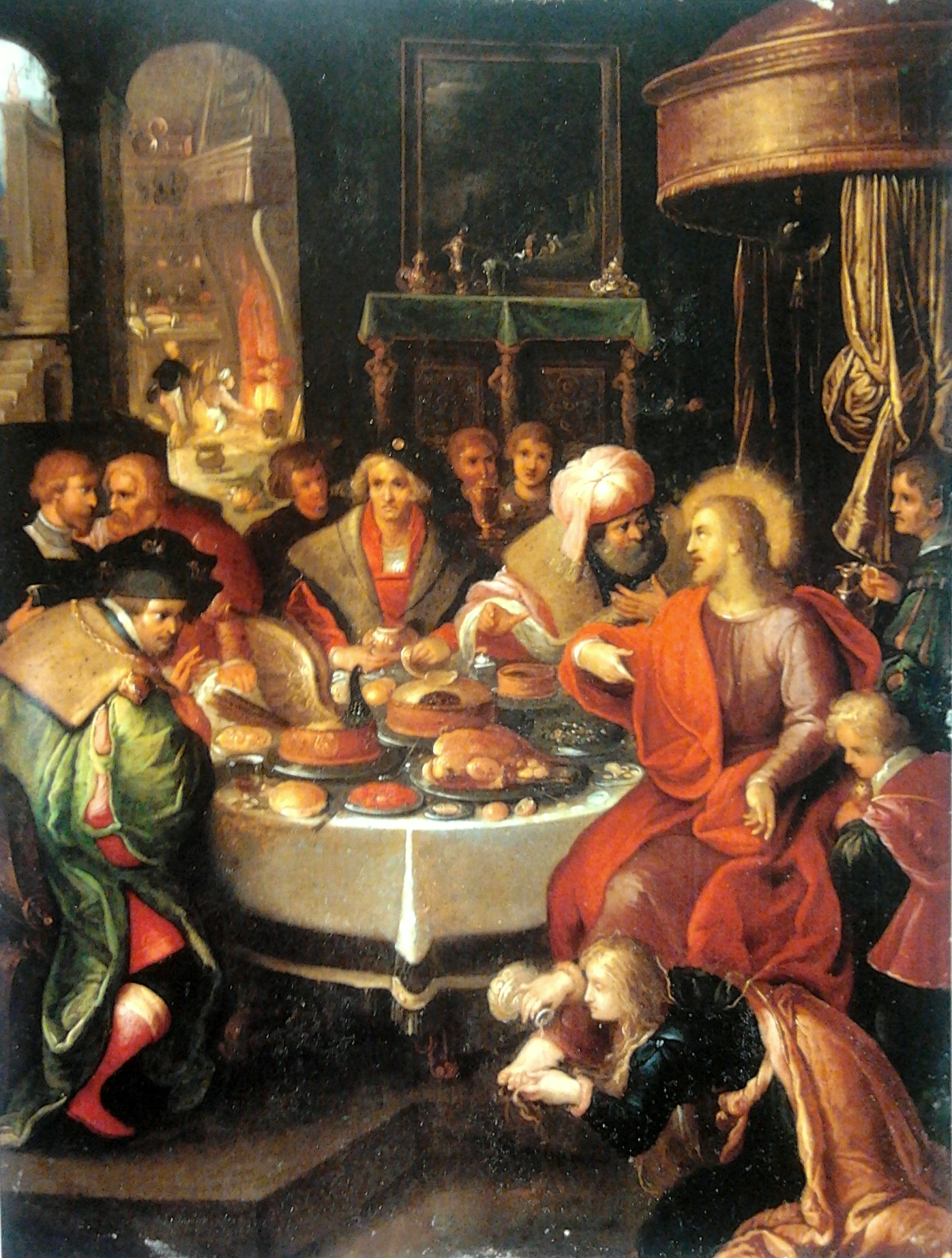
프란시스 프랑켄 2세의 시몬의 집에서의 잔치.

두 빚진 자의 비유(또는 탕감받은 두 빚진 자, 두 채무자의 비유)는 예수의 비유 중 하나이다. 누가복음 7:36-50에 나오는데, 예수께서는 이 비유를 사용하여 자기에게 기름을 부은 여자가 예수를 집에 초대한 주인보다 그를 더 사랑했다는 것, 또한 이것은 이 여인이 더 큰 죄를 사함 받았기 때문이라고 설명하고 있다.
마태복음 26:6-13과 마가복음 14:3-9에 나오는 비슷한 기름 부음은 같은 사건이 아닐 수도 있다. 또한 이 비유는 용서하지 않는 종의 비유와 혼동되어서는 안 된다 (후자에서 나오는 왕은 자기 종이 진 빚을 없애주나 그 종은 자신에게 훨씬 적은 빚을 진 사람을 불쌍히 여기지 않는다).

## 본문
이 비유는 바리새인 시몬 (때때로 나병환자 시몬과 동일시되기도 함)이 예수를 집에 초대하고 나서 그가 보인 알지못할 반응에 대한 예수의 응답이다.
바리새파 사람 가운데에서 어떤 사람이 예수께 청하여, 자기와 함께 음식을 먹자고 하였다.
그래서 예수께서는 그 바리새파 사람의 집에 들어가셔서, 상에 앉으셨다.
그런데 그 동네에 죄인인 한 여자가 있었는데, 예수께서 바리새파 사람의 집에서 음식을 잡숫고 계신 것을 알고서, 향유가 담긴 옥합을 가지고 와서,
예수의 등 뒤에 발 곁에 서더니, 울면서, 눈물로 그 발을 적시고, 자기 머리털로 닦고, 그 발에 입을 맞추고, 향유를 발랐다.
예수를 초대한 바리새파 사람이 이것을 보고, 혼자 중얼거렸다. "이 사람이 예언자라면, 자기를 만지는 저 여자가 누구이며, 어떠한 여자인지 알았을 터인데! 그 여자는 죄인인데!"
(누가복음 7:36-39 새번역)

누가복음에 따르면 예수께서는 다음과 같이 대답했다.
예수께서 그에게 말씀하셨다. "시몬아, 네게 할 말이 있다."
시몬이 말했다. "선생님, 말씀하십시오."
예수께서 말씀하셨다. "어떤 돈놀이꾼에게 빚진 사람 둘이 있었는데, 한 사람은 오백 데나리온을 빚지고, 또 한 사람은 오십 데나리온을 빚졌다.
둘이 다 갚을 길이 없으므로, 돈놀이꾼은 둘에게 빚을 없애주었다. 그러면 그 두 사람 가운데서 누가 그를 더 사랑하겠느냐?"
시몬이 대답하였다. "더 많이 빚을 없애준 사람이라고 생각합니다."
예수께서 그에게 말씀하셨다. "네 판단이 옳다."
그런 다음에, 그 여자에게로 돌아서서, 시몬에게 말씀하셨다. "너는 이 여자를 보고 있는 거지? 내가 네 집에 들어왔을 때에, 너는 내게 발 씻을 물도 주지 않았다. 그러나 이 여자는 눈물로 내 발을 적시고, 자기 머리털로 닦았다.
너는 내게 입을 맞추지 않았으나, 이 여자는 들어와서부터 줄곧 내 발에 입을 맞추었다.
너는 내 머리에 기름을 발라 주지 않았으나, 이 여자는 내 발에 향유를 발랐다.
그러므로 내가 네게 말한다. 이 여자는 그 많은 죄를 용서받았다. 그것은 그가 많이 사랑하였기 때문이다. 용서받는 것이 적은 사람은 적게 사랑한다."
(누가복음 7:40-47, 새번역)

이 비유에 나오는 데나리온은 노동자의 일당에 해당하는 동전이다. 로마 가톨릭 전통에서는 여기서 나온 여성을 막달라 마리아로 취급하지만, 동방 정교회와 개신교는 주로 이 견해와 동의하지 않는다. 당시 기준으로 봤을 때 바리새인 시몬은 참으로 형편없는 주인인 것이다. 최소한 그는 예수께 먼지 묻은 발을 씻으실 수 있도록 물을 드려야 했고, 입맞추는 것이 일반적인 인사였을  것이다.

## 해석

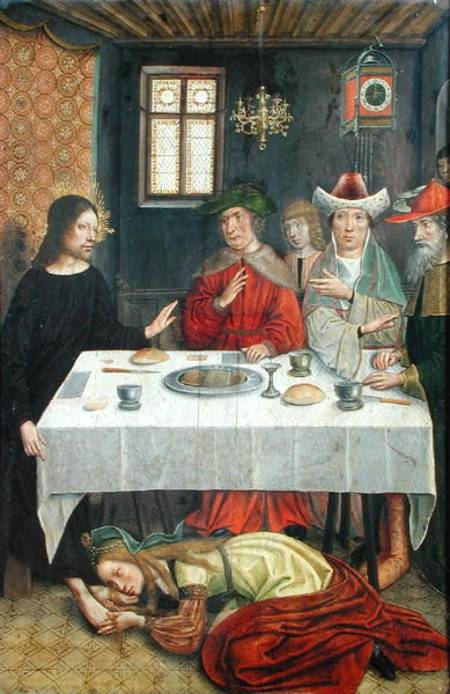
바리새인 시몬의 집에서의 식사, c. 15세기.

이 비유는 바리새인들을 공격하는 것으로 보이지 않으며 오히려 예수께서 자신이 이 여인을 보시는 시선을 시몬에게도 가르치려는 시도로 보인다. 이 여성에 대한 설명은 그녀가 알려진 매춘부임을 암시하지만 이 추론은 논쟁의 여지가 있다. 그녀가 매춘부라면 그녀의 존재는 바리새인의 의식적 순결을 더럽히는 것이기 때문이다. 신약학자 조엘 그린은 이 여성이 경제적 사정으로 인해, 혹은 성노예로 팔려 이러한 삶에 살도록 강요당했을 수도 있었겠다는 "사회적 현실을 고려해보지 않고 이러한 사람을 그저 부도덕하고 불결하고 일탈적인 사람으로 무시해버리는 것이 당시에 충분히 쉬웠고 지금도 충분히 쉽다"고 말했다.

예수는 이 여인의 죄 사함을 긍정하고 있으므로 아마도 그녀를 이전 만남에서 이미 용서한 것으로 추정된다. 예수는 시몬에게 그녀의 새로운 정체성을 깨닫도록 하고 "하나님 백성의 공동체 안에서 그녀를 받아들이도록" 권유하고 있다. 바바라 리드는 다음과 같이 서술했다.
이 이야기가 던지는 질문은 '시몬이 새로운 시선을 갖게 될 수 있을까?'이다. '그는 예수께서 보시는, '큰 사랑을 가진, 용서받은 여인'을 볼 수 있는가?' 만약 그가 그녀를 이런 식으로 볼 수 있다면, 그는 예수를 올바르게 인식하게 될 것이다. 그분을 선지자로 보는 것 뿐만 아니라 하나님의 용서적 사랑의 담당자로 말이다.
시몬이 밖으로 내뱉지 않은 생각에 응답함으로써, 예수께서는 이 바리새인이 의심하고 있는 예언적 능력을 보여주고 계신다. 두 빚진 자의 비유는 시몬에게 “이 여자의 행동의 의미를 다시 생각해보라고 권유하고 있다. 이 여자가 하나의 종, 소녀, 창녀인 것 마냥 [예수께] 빚을 갚고 있는 것이 아니라, 모든 빚을 탕감받는 자유에서 흘러나오는 사랑의 표현이라는 것을." 존 칼빈은 "이러므로 내가 네게 말하노니 그녀의 많은 죄가 사하여졌도다. 이는 그녀의 사랑함이 많음이라"라는 예수의 말씀에 대해 다음과 같이 서술했다.
이 말씀을 통해 [예수께서는] 사랑을 용서의 원인으로 삼으신 것이 아니라 용서의 증거로 삼으셨다는 것이 분명해진다. 비유하신 이야기 속의 상황 속의 유사성은 오백 데나리온의 빚을 탕감받은 채무자의 경우에서 발견된다. 그 [빚진 자]가 많이 사랑했기에 빚이 탕감되었다는 것이 아니라, 탕감받았기 때문에 많이 사랑했다고 하신다. 비유는 다음과 같이 적용되어야 한다. 당신은 이 여자가 죄인이라고 생각하고 있다. 그러나 그녀의 죄가 용서받았으니, 그녀가 죄인이 아니라는 점을 인정했어야 마땅하다. 그녀의 사랑은 그녀가 용서를 받았다는 증거였어야 (그 사랑은 그녀가 받은 유익에 대한 감사의 표현임) 한다. 이것은 그에 의해 생산된 결과에 의해 무언가가 입증되는 아 포스테리오리 논증이다. 우리 주님은 "네 믿음이 너를 구원하였느니라"고 말씀하시면서 그녀가 용서를 받은 근거를 분명히 입증하셨다 (눅 7:50). 그러므로 우리는 믿음으로 용서를 받고 사랑으로 감사하며 주의 인자하심을 증거하느니라.

## 같이 보기
- 신약 속 예수의 삶
- 예수의 사역